# Đảo ngược mật độ
Trong vật lý, đặc biệt là trong cơ học thống kê, đảo ngược mật độ xảy ra khi một hệ thống (chẳng hạn như một nhóm nguyên tử hoặc phân tử) tồn tại ở một trạng thái mà số hạt (nguyên tử hoặc phân tử) ở trạng thái năng lượng kích thích nhiều hơn số hạt ở trạng thái năng lượng cơ bản. Khái niệm này đóng một vai trò quan trọng trong khoa học laser, bởi vì đảo ngược mật độ là một bước cơ bản của một máy phát laser tiêu chuẩn.

## Phân bố Boltzmann và cân bằng nhiệt
Khái niệm đảo ngược mật độ có liên quan đến nhiệt động lực học và cách ánh sáng tương tác với vật chất. Giả sử có một nhóm các nguyên tử N, mỗi trong số đó có khả năng ở một trong hai trạng thái năng lượng:
1. Trạng thái cơ bản, với năng lượng E1; hoặc
2. Trạng thái kích thích, với năng lượng E2, với E2 > E1.

Số lượng các nguyên tử ở trạng thái cơ bản là N1, số lượng các nguyên tử ở trạng thái kích thích là N2. Tổng số nguyên tử là N,
{\displaystyle N_{1}+N_{2}=N}
Năng lượng chênh lệch giữa 2 trạng thái:
{\displaystyle \Delta E_{12}=E_{2}-E_{1},}
Ánh sáng có tần số ν12 sẽ tương tác với nhóm nguyên tử này, ta có mối liên hệ:
{\displaystyle E_{2}-E_{1}=\Delta E=h\nu _{12},}
với h là hằng số Planck
Nếu hệ các nguyên tử này đang ở trạng thái cân bằng nhiệt, thì theo nhiệt động lực học, tỉ số giữa số lượng của các nguyên tử ở mỗi trạng thái theo phân bố Boltzmann:
{\displaystyle {\frac {N_{2}}{N_{1}}}=\exp {\frac {-(E_{2}-E_{1})}{kT}},}
với T là nhiệt độ tuyệt đối, k là hằng số Boltzmann.
Từ đó, có thể tính được tỉ số giữa mật độ nguyên tử của 2 trạng thái ở nhiệt độ phòng (T ≈ 300 K) với lượng chênh lệch năng lượng là ΔE và ánh sáng tương tác là ánh sáng thấy được (ν ≈ 5×1014 Hz). Trong trường hợp này thì ΔE = E2 - E1 ≈ 2.07 eV, và kT ≈ 0.026 eV. Vì E2 - E1 ≫ kT, cho nên mũ số của phương trình trên là một số âm lớn, và tỉ số N2/N1 là một số vô cùng bé; tức là, gần như không có nguyên tử nào ở trạng thái kích thích. Khi hệ thống ở trạng thái cân bằng nhiệt, rõ ràng số nguyên tử ở trạng thái cơ bản nhiều hơn số nguyên tử ở trạng thái kích thích, và đây chính là trạng thái bình thường của hệ. Khi T tăng, thì số nguyên tử ở trạng thái kích thích (N2) cũng tăng, nhưng N2 không bao giờ có thể vượt quá N1 nếu hệ thống ở trạng thái cân bằng nhiệt; chính xác là, khi ở nhiệt độ vô hạn thì N2=N1. Nói một cách khác, đảo ngược mật độ (N2/N1 > 1) không thể nào tồn tại đối với một hệ thống cân bằng nhiệt. Để đạt được đảo ngược mật độ, thì phải đẩy hệ thống vào một trạng thái biến đổi nhiệt (không cân bằng nhiệt).